# أليخاندرو روجاس
أليخاندرو روجاس (بالإسبانية: Alejandro Rojas Hube)‏ هو مجدف تشيلي، ولد في 6 يناير 1962.

## وصلات خارجية
- أليخاندرو روجاس على موقع الاتحاد الدولي للتجديف (الإنجليزية)
- أليخاندرو روجاس على موقع أوليمبيديا (الإنجليزية)